# Егоров, Александр Николаевич (художник)
Александр Николаевич Егоров (род. 1954) — советский художник и хайку-поэт, таролог.

## Биография
Родился 31 декабря 1954 года в Ленинграде.
В 1979 году окончил ЛЭТИ им. Ульянова (Ленина). В 1981 году закончил 4-х годичные вечерние классы при Институте им. И. Е. Репина и одновременно получил художественное образование в ленинградской студии Льва Овчинникова, став художником-графиком.
Работал в Ленинграде как художник студии научно-популярного кино «Леннаучфильм». С 1984 года — свободный художник. Занимался оформлением карт Таро, став первым, кто оформил российские карты Таро, изданные компанией Piatnik & Söhne в Вене в 1992 году.
В 1998 году Александр Егоров стал практиком учения дзогчен тибетского учителя Чогьял Намкай Норбу. С 2001 года живёт и работает в Швейцарии. Женат, имеет детей.

## Труды
Работы Егорова находятся в художественных музеях разных стран, а также в частных коллекциях.
- Клоуны со Шприцем, 2017-2021, холст, масло, 82 x 68
- Альпхорн в Лигерце, 2021, холст, масло, 88 x 91
- Мелодия Холмов, 2022, холст, масло, 78 x 94
- Музыка Юры, 2018, холст, масло, 52 x 84
- Мечта Дурака, 2019, холст, масло, 110 x 80
- Песня пчелы, 2019, холст, масло, 75 x 78
- Омар Хайям, 2015, холст, масло, 80 x 80
- Конь Дурака, 2019, холст, масло, 81 x 78
- Играя Мелодию А, 2022, холст, масло, 46 x 68

### Карты Таро
- Egorov Tarot Cards (Ferd.Piatnik & Söhne, Vienna) — 1992.
- Virgin Tarot Cards (Collection of Stuart R. Kaplan, Stamford) — 1993.
- Rambles into Arkanas Tarot (Collection of Stuart R. Kaplan, Stamford) — 1993.
- Russian Historical Tarot Cards (Ferd. Piatnik & Söhne, Wien) — 1994.
- Fairy Tale Tarot Cards (Ferd. Piatnik & Söhne, Wien) — 1995.
- Duo Zikr Playing Cards (Private collection, St.Petersburg) — 1999.
- Alexander Egorov Tarot Cards (Collection of Stuart R. Kaplan, Stamford) — 2001.

### Персональные выставки
- 2014 год — Alte Krone, Биль/Бьен, Швейцария.
- 2011 год — ресторан Schosshalde, Берн, Швейцария.
- 2010 год — галерея Weyerhof, Нидау, Швейцария.
- 2007 год — галерея Евгении Первушиной, Цюрих, Швейцария.
- 1999 год — музей «Анна Ахматова. Серебряный век», Санкт-Петербург.
- 1998 год — казино «Конти», Санкт-Петербург.
- 1998 год — планетарий, Санкт-Петербург.
- 1996 год — галерея «Арт Коллегия», Санкт-Петербург.
- 1996 год — музей «Замок Германа», Нарва, Эстония.
- 1996 год — галерея «Г», Таллинн, Эстония.
- 1994 год — планетарий, Санкт-Петербург.